# C.I.C - Central de Inteligência Cearense
C.I.C - Central de Inteligência Cearense é um futuro filme brasileiro de ação e comédia dirigido por Halder Gomes, com estreia marcada para 31 de julho de 2025. O filme estrelado por Edmilson Filho, apresenta uma trama recheada de humor e adrenalina, acompanhando as aventuras de um agente secreto cearense em uma missão para salvar o mundo. 

## Sinopse
Wanderley, mais conhecido pelo codinome "Agente Karkará", é um agente secreto da Central de Inteligência Cearense (C.I.C.). Quando uma ameaça global coloca o planeta em risco, Karkará precisa utilizar todas as suas habilidades – e seu jeito irreverente – para enfrentar criminosos perigosos e impedir uma catástrofe. Entre sequências de ação eletrizantes e momentos hilários, a missão se torna uma jornada repleta de reviravoltas e situações inusitadas.

## Elenco
- Edmilson Filho – Agente Karkará
- André Segatti
- Nill Marcondes
- Gustavo Falcão
- Karla Karenina